# La Coraza
La Coraza är en ort i Mexiko.   Den ligger i kommunen Acatlán de Pérez Figueroa och delstaten Oaxaca, i den sydöstra delen av landet, 300 km öster om huvudstaden Mexico City. La Coraza ligger 94 meter över havet och antalet invånare är 370.
Terrängen runt La Coraza är huvudsakligen kuperad, men norrut är den platt. Runt La Coraza är det ganska tätbefolkat, med 139 invånare per kvadratkilometer. Närmaste större samhälle är Acatlán de Pérez Figueroa, 17,6 km nordväst om La Coraza. I omgivningarna runt La Coraza växer i huvudsak städsegrön lövskog.